# Valdrez
Valdrez é uma aldeia pertencente à freguesia de Salselas concelho de Macedo de Cavaleiros, Portugal.

## História
Com vestígios de um povoamento castrejo anterior à nacionalidade, foi paróquia no primeiro período da Monarquia Portuguesa (Sec. XII-XIII), com S. Miguel como Orago. Valdrez, ao longo do tempo, já foi conhecida pelos títulos de Baldrago, Baldereci, Baldrediz, Baldais, Baldreis, Baldrêz e por fim Valdrez. Aparece muitas vezes citado nas inquisições de D. Afonso III de Portugal e D. Sancho I de Portugal. 
Em 1158 foi considerado um dos “Villares Vedros”, ou seja, Vilares antigos, mas continuava despovoado devido sobretudo à invasão Leonesa da 2ª metade do Sec. X que tornou as nossas terras em lugares desertos, pois estes sítios eram propícios às investidas dos Leoneses. Mas na verdade este despovoamento, devia-se sobretudo a sucessivos impedimentos, por vezes, de Nuno Martins de Chacim, senhor e dono de Grande parte da terra, assim como dos homens de Lampaças (hoje Quintela de Lampaças) ou ainda pelos habitantes de Salselas. D. Sancho II, através de desmandos e extorsões, que o levariam à sua queda, havia sido cerceado pela administração de D. Afonso III, seu irmão, que com as inquisições de 1258, demonstrou de imediato várias injurias e usurpações. 
D. Dinis em 1290 ordenou novas inquisições que se afiguraram eficazes para o controlo de populações. No caso concreto de Valdrêz, permitiu-lhe que fosse elevada a paróquia nesse mesmo ano. Diziam as testemunhas dessa época que Valdrêz era reguenga e que após tentativas falhadas “a povoou o concelho de Bragança por reguenga Del-Rei, e por aldeia de Bragança”, já que a coroa dela rechaçou o privilégio abusivo de “Honra”. Porventura esquecida em 1320, aparece, porém, em 1706 anexa a Quintela de Lampaças com 55 fogos, que se manteriam em 1717 e 1751, mas já com um decréscimo demográfico (25 fogos), desconhecendo-se a data de integração na actual freguesia.
Nos dias de hoje, Valdrez é servida por estrada municipal, fora apeadeiro na linha do caminho-de-ferro Tua-Bragança, no entanto com a sua abolição ficou pobremente servida em termos de transportes públicos.

### Geografia
Com o “Boom” do êxodo demográfico dos anos 60/70 resultando na emigração sobretudo para a França, Espanha e Brasil, Valdrêz apresenta hoje um nível demográfico que nem atinge os 100 habitantes. É caracterizada por uma população marcadamente envelhecida onde a agricultura e pecuária, representa o grosso do rendimentos desta comunidade, uma agricultura meramente de subsistência, sendo a Oliveira a sua fonte de rendimento mais assinalável. Saliente-se porém que é uma aldeia em que a escola primária funciona a 100% na medida em que possui algumas crianças em idade escolar.
Devido à situação geográfica, encontra-se situada na encosta de um vale estreito, em V, rasgado pela ribeira de Salselas, dando costas com a Barragem do Azibo. Do ponto de vista de edificações, verifica-se a presença assinalável das típicas construções em Xisto e Feldespatos, minerais em abundância nesta Zona, nomeadamente no núcleo da Aldeia, muitas delas ainda habitadas. Nos tempos que correm, notar também a presença da influência da imigração nalguns edifícios que vão pintalgando, as belas paisagens da aldeia de Valdrêz.

### Cultura
Do ponto de vista cultural, não possuiu nenhuma tradição marcadamente “sua”, caracteriza-se sim por uma população afável, e acolhedora, onde o presunto, o salpicão, o queijo fresco de Ovelha, Cabra ou Vaca, assim como o pão de trigo, centeio ou mistura, cozidos em forno de lenha, e a garrafa do vinho verde/maduro tinto, fruto das poucas vinhas que ainda se encontram na aldeia, tornam as mesas fartas a quando da presença de visitas, saliente-se ainda uma cozinha em que o azeite é rei e senhor da mesa, marcando todos os pratos culinários com o seu gosto fino e recatado, e a sua cor verde esmeralda límpida. Por ocasião dos princípios do mês de Agosto, a aldeia enche-se de cor e alegria para comemorar a festa do Santo Padroeiro S. Miguel, sendo também esta a altura propicia ao encontro dos imigrantes que se encontram no estrangeiro, com as famílias de origem.
Aos visitantes, a não perder um copo na taberna do “ João Miguel” com a sua característica rural que prevalece há já bastantes anos, como ponto de encontro das noites frias de Inverno e das Tardes quentes de Verão...